# Lennart Lindgren

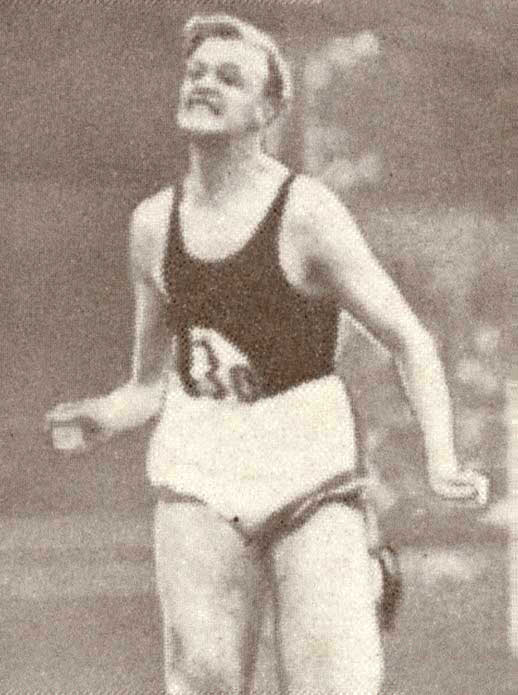
Lennart Lindgren in den 1930ern

Lennart Lindgren (Erik Lennart Henry Lindgren; * 14. April 1915 in Malmö; † 26. April 1952 ebd.) war ein schwedischer Sprinter.
1936 erreichte er bei den Olympischen Spielen in Berlin über 100 m das Viertelfinale und schied in der 4-mal-100-Meter-Staffel im Vorlauf aus.
Bei den Leichtathletik-Europameisterschaften 1938 in Turin gewann er in der 4-mal-100-Meter-Staffel Silber und scheiterte über 100 m in der ersten Runde.
1939 wurde er Schwedischer Meister über 100 m. Seine persönliche Bestzeit über diese Distanz von 10,7 s stellte er 1936 auf.